# 木基栝楼
木基栝楼（学名：Trichosanthes quinquefolia），为葫芦科栝楼属下的一个植物种。